# Промышленная
Промы́шленная — посёлок городского типа в Промышленновском районе Кемеровской области России. Административный центр Промышленновского городского поселения и Промышленновского района. 

## География
Расположен на расстоянии 72 км от областного центра — города Кемерово на берегу реки Иня, при впадении в неё реки Камысла. Площадь территории — 21 км².

## История
Посёлок основан в 1870-х годах, когда на берегу реки Иня приехавшие из Уфимской губернии крестьяне-переселенцы основали заимку, названную Обуховкой по фамилии одного из основателей, затем были построены конный завод, плотина, мельница. В 1903—1907 годах начато строительство церкви.
В 1909 году из нескольких деревень Харьковской губернии в Сибирь переехали украинцы, поселившиеся вдоль реки, и их стали называть «камышане», «камышла» из-за обилия камыша (служившего основным строительным материалом и топливом). По одной из версий, так произошло название «Камысла» (по другой, название «Камысла» произошло от тюркского «камыс» — «камыш»), а поселение назвали Прудянкой.
В доме местного священника была открыта начальная школа на 20-25 человек, затем из амбаров построили двухклассную школу № 1, в которой изучались Закон Божий и арифметика, в 1936 году открыта школа № 56, в 1940 году на месте рынка построена школа № 2, в 1950-х — школа № 113.
В 1895 году в селе было 396 жителей. В 1911 году — 623 жителя и 93 хозяйства, одна школа до 4-го класса обучения, одна церковь.
В 1920-х началось строительство железной дороги от Сталинска (Новокузнецк) до Инской, на протяжении 80 км территории района открылось 5 железнодорожных станций: Падунская, Тарсьма, Бормотово, Промышленная, Контрольная. Села, выросшие у станций, получили одноимённые названия.
В 1935 году, когда по новой ветке пошли первые поезда, местность была выделена в самостоятельную единицу — Титовский район. Он объединил 16 сельских советов, 127 населённых пунктов. Позже центр района переводится на станцию Промышленная и район называют Промышленновским. Статус посёлка городского типа Промышленная получила 16 октября 1936 года.
В 1936 году проложили второй путь, построили станцию, депо, а в 1936—1937 годах построили электростанцию. К тому времени в посёлке насчитывалось 385 предприятий: лесозавод, вагонный пункт, дистанция пути, кондукторский резерв, раймельуправление и др, имелся также восстановительный поезд. Рост населения поселка требовал создания предприятий бытового характера. Открывается артель имени Кирова: пимокатная, сапожная, швейные и другие мастерские. Артель инвалидов обеспечивает выделку кож, овчин. Открывается деревообрабатывающий завод, кирпичный завод. Здесь же сосредотачиваются предприятия по переработке продукции сельского хозяйства: салотопка, мыловаренный завод, мясокомбинат, молочный завод, мастерские по ремонту сельхозинвентаря и прочее.
Поселок разрастался. Назрела острая необходимость в установлении городской черты, так как поселок уже занимал часть земель, находящихся в вечном пользовании колхоза «Ударник полей». В этих целях, Президиум Верховного совета РСФСР издает Указ от 16.12.1938 года «О включении села Камысла в черту рабочего поселка Промышленная, Титовского района, Новосибирской области».
В 1946 году район был поделен на Промышленновский и Падунский, а в 1963 году они вновь объединились. К 1969 году в поселке Промышленная было уже 15500 жителей.
Также существует версия, что село Камыслинское уже существовало в середине XIX века. Якобы в 1854 году там уже значилась деревянная церковь, и в это время в селе насчитывалось 396 жителей и 80 хозяйств.

## Население
| 1959    | 1970    | 1979    | 1989    | 2002    | 2009    | 2010    |
| ------- | ------- | ------- | ------- | ------- | ------- | ------- |
| 16 996  | ↘15 349 | ↗15 391 | ↗17 486 | ↗17 654 | ↗17 888 | ↗18 045 |
| 2011    | 2012    | 2013    | 2014    | 2015    | 2016    | 2017    |
| ↗18 053 | ↗18 210 | ↗18 339 | ↘18 280 | ↘18 102 | ↘18 069 | ↘17 821 |
| 2018    | 2019    | 2020    | 2021    | 2022    | 2023    | 2024    |
| ↘17 635 | ↘17 472 | ↘17 345 | ↘17 265 | ↘17 109 | ↗19 374 | ↘19 278 |

## Экономика
Основные отрасли экономики:
- Малый бизнес
- Сельское хозяйство
- Переработка сельскохозяйственной продукции
- Туризм и гостиничный бизнес
- Промстройматериалы
- Железнодорожные предприятия

Занятость населения обеспечивают промышленные предприятия, два лесхоза, хлебоприемное предприятие, предприятия жилищно-коммунального хозяйства. Переработкой сельскохозяйственной продукции занимаются несколько компаний. Потребительский рынок в посёлке представлен предприятиями торговли — двумя торговыми домами, торговыми комплексами, супермаркетами, автомагазином и автомойкой, предприятиями общественного питания.

На территории поселка расположено несколько автозаправочных станций, действует 5 автобусных маршрутов и частные фирмы такси.

## Культура
Объекты культуры:
- Краеведческий музей, железнодорожный музей
- Привокзальная площадь, площадь РДК
- Мемориал Воинам ВОВ, Памятник Воинам ВОВ, Обелиск войнам, погибшим в годы ВОВ
- Районный Дворец Культуры, Здание ДК имени Кирова
- Парк культуры и отдыха
- Районная библиотека
- Храм Покрова Божией Матери

### Памятники
Мемориал Воинам ВОВ, Памятник Воинам ВОВ, Обелиск воинам, погибшим в годы ВОВ, Памятник В. И. Ленину, Памятник-поезд, Памятник Российской корове, расположенный на улице Коммунистическая возле Деревенского Молочного завода.
- Мемориал воинам ВОВ
- Паровоз Л-4090 на станции
- Памятник 100 лет ВЛКСМ